# Gloeoporus similis
Gloeoporus similis är en svampart som beskrevs av Corner 1989. Gloeoporus similis ingår i släktet Gloeoporus och familjen Meruliaceae.   Inga underarter finns listade i Catalogue of Life.